# Франц фон Зоннляйтнер
Франц Едлер фон Зоннлятнер (нім. Franz Edler von Sonnleithner; 1 червня 1905, Зальцбург, Австро-Угорщина — 18 квітня 1981, Інгельгайм-ам-Райн, ФРН) — австрійський і німецький юрист, доктор права (1928). Представник імперського міністерства закордонних справ у штабі Адольфа Гітлера.

## Біографія
Син офіцера. Вивчав право у Відні та Інсбруці. Працював комісаром поліції у Відні та Зальцбурзі, потім — у федеральній канцелярії. Оскільки Зоннляйтнер брав активну участь у діяльності забороненої НСДАП і виступав за приєднання Австрії до Німеччини, він був заарештований 26 вересня 1934 року. В 1936 році був засуджений до довічного ув'язнення за державну зраду і зловживання службовим становищем. 2 лютого 1938 року амністований згідно Берхтесгаденських угод.
2 грудня 1938 року поступив на службу в імперська міністерство закордонних справ, згодом став членом особистого штабу Йоахіма фон Ріббентропа. З березня 1943 року замінив Вальтера Гевеля на посту представника МЗС на нарадах Гітлера. Був присутній під час замаху на Гітлера 20 липня 1944 року. 
З квітня 1945 року утримувався американцями під вартою. Під час Нюрнберзького процесу захисники Йоахіма фон Ріббентропа намагались викликати Зоннляйтнера в якості свідка захисту, однак суд з процесуальних причин відхилив пропозицію 26 листопада 1945 року.
В 1948 році звільнений, займався приватною юридичною практикою. Решту життя боровся за одержання пенсії держслужбовця і за свою репутацію дипломата. Зоннляйтнер стверджував, що врятував МЗС від розпуску Гітлером.

## Нагороди
- Нагрудний знак «За поранення 20 липня 1944» в чорному